# Volkswagen Golf I
El Volkswagen Golf I, Golf A1 o Golf Mk1 se refiere a la primera generación del modelo de Volkswagen que estuvo en producción ininterrumpida desde 1974 hasta el año 2010.

## Antecedentes

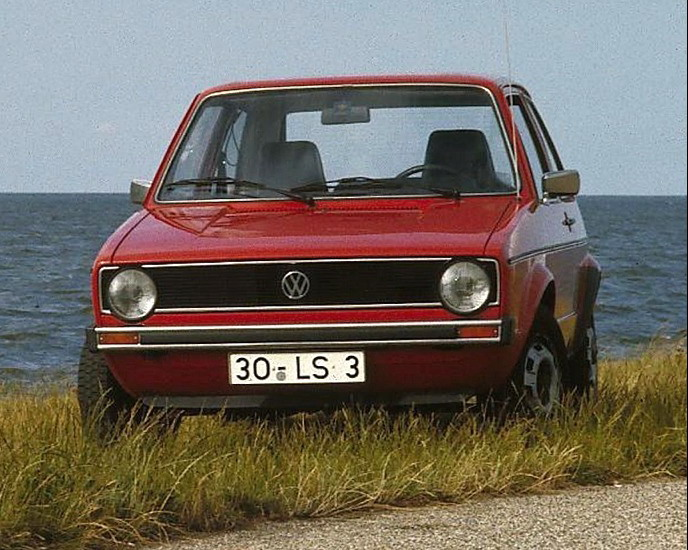
Un Volkswagen Golf LS 1974 con especificaciones europeas.

Como su antecesor, el Volkswagen Tipo 1, el Golf I ha probado ser un automóvil que ha influenciado a la industria automotriz en su conjunto. 
En producción continua desde 1974, el Golf ha sido uno de los primeros hatchbacks con tracción delantera con gran éxito en prácticamente todos los países donde se ha comercializado, inspirando infinidad de automóviles de otras marcas con conceptos semejantes. En Europa podemos citar ejemplos como el Austin Metro, la tercera generación del Ford Escort, el Opel Kadett a partir de su cuarta generación, el Talbot Horizon, el Renault 14, el Fiat Ritmo y Lancia Delta, entre otros. En los Estados Unidos podemos citar al mismo Ford Escort y a los Dodge Omni y Plymouth Horizon. Desde Japón, comenzaron a salir de las líneas de producción automóviles como el Toyota Corolla, el Mazda 323 y el Honda Civic.
El hecho de relevar al Volkswagen Sedán se había convertido en un asunto vital para Volkswagen a principios de los años 1970, cuando la compañía cayó en una profunda crisis por la continua bajada en sus ventas, ya que la mayoría de las empresas competidoras tenían a la venta automóviles compactos con diseños claramente más modernos y motores delanteros más silenciosos, que atraían a los clientes potenciales. Modelos como los Volkswagen Tipo 3 y Tipo 4 no lograron su cometido de incrementar las ventas al ser tan cercanos mecánicamente al Volkswagen Sedán, mientras que el Volkswagen K70 desarrollado por NSU, al ser un automóvil más grande y costoso, había fallado también.
La solución vino de la mano de Auto Union, empresa que había comprado Volkswagen en 1964 a Mercedes-Benz. Ellos estaban logrando atraer a un pequeño grupo de seguidores de la marca con su nueva línea de autos medianos Audi, con tracción delantera. Este conocimiento de Audi en motores enfriados por agua y tracción delantera fue esencial en el desarrollo de las nuevas generaciones de modelos de Volkswagen. Un sistema de tracción delantera ofrece las ventajas de tener un mejor desempeño con un peso más ligero en un paquete más pequeño. Así, el Volkswagen Golf pudo finalmente cumplir con la tarea de reemplazar al Volkswagen Sedán dentro de la línea con similares números de ventas. El Volkswagen Passat más grande fue introducido un año antes, siendo bien recibido en un mercado que desplaza menos volumen de unidades.
El Golf adopta un diseño de dos volúmenes, con una tercera puerta trasera en lugar de un maletero convencional separado del compartimento de pasajeros (sin embargo, esta cajuela separada sería añadida a un tercer volumen años después, creando así el primer Jetta). El motor en línea enfriado por agua se montó de forma transversal al frente. El desarrollo del Golf comenzó en 1969, poco después de que Kurt Lotz asumiera la presidencia de Volkswagen.

## Historia

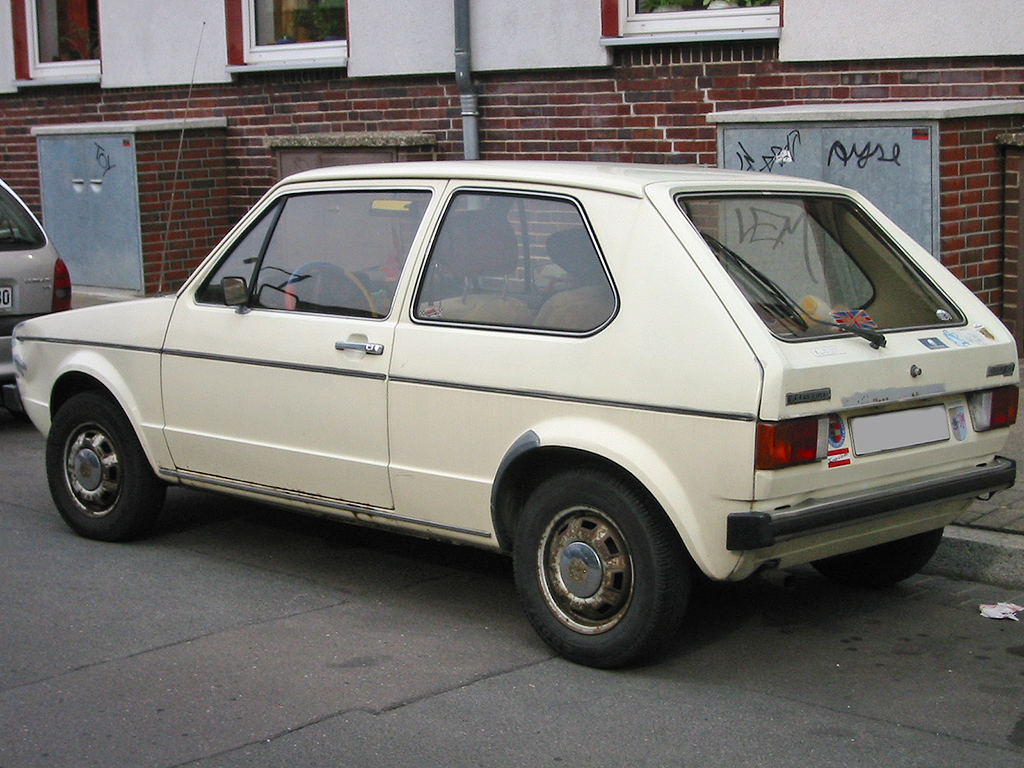
Un Volkswagen Golf LS antes del primer rediseño.

El primer Golf (nomenclatura interna tipo 17) comenzó su ciclo de producción en 1974. Sin embargo, para los Estados Unidos y Canadá fue conocido como Volkswagen Rabbit; y en México como Volkswagen Caribe. Su construcción monocasco albergaba un motor de cuatro cilindros en línea enfriado por agua en forma transversal en la parte delantera, aunado a una suspensión McPherson, que le confirieron al Golf confort de marcha y buena estabilidad en curvas. La revista australiana Wheels le otorgó el reconocimiento de “Car of the Year” en 1975. El Golf fue desarrollado por el diseñador italiano de automóviles Giorgetto Giugiaro, del estudio de diseño Italdesign. Giugiaro también había diseñado el Alfa Romeo Alfasud y el Lotus Esprit Mk1. Su nombre es una abreviación de Golf-Strom, que sería la voz en alemán de “corriente del golfo”, corriente oceánica que refleja su carácter internacional.

### Inicio de la comercialización
El primer Golf fue presentado durante el Salón del Automóvil de Ginebra en marzo de 1974. La oferta inicial del Golf se componía de dos diferentes motorizaciones y dos niveles de equipo. Los motores eran de 4 cilindros en línea enfriados por agua y alimentados por carburador. El primero de ellos es un 1.1 L con 50 CV (37 kilovatios), mientras el segundo cuenta con un desplazamiento de 1.5 L y 70 CV (51 kilovatios). Las variantes de equipo eran:
- «Golf» con motor 1.1 L, transmisión manual de 4 velocidades y frenos delanteros de tambor.
- «Golf L» con motor 1.1 L, transmisión manual de 4 velocidades y un mayor equipamiento.
- «Golf S» con motor 1.5 L y transmisión manual de 4 velocidades, con transmisión automática de 3 velocidades opcional.
- «Golf LS» con motor 1.5 L, transmisión manual de 4 velocidades de línea, transmisión automática de 3 velocidades opcional y un mayor equipamiento. Este equipo adicional consistía en frenos de disco delanteros, faros delanteros de halógeno y desempañante trasero eléctrico.

Posteriormente, se introducen al mercado dos niveles de equipo adicionales: «Golf GL» y «Golf GLS», dependiendo de la motorización.

### El Golf Diésel
Durante el año 1975, es introducida una nueva motorización que revolucionaría el mercado: el Golf con motor diésel, con un desplazamiento de 1.5 L y una potencia de 50 CV (37 kilovatios). Este automóvil sorprendió en todos los países donde se comercializó por las cifras de consumo de combustible de hasta 22 km/L (51,8 millas por galón americano), que fueron consideradas como extraordinarias para su tiempo. Anteriormente marcas como Mercedes-Benz habían comercializado automóviles con este tipo de motorización. Sin embargo, el Golf supuso el traer las motorizaciones a diésel a segmentos inferiores. Con el tiempo, la gran mayoría de los fabricantes europeos comenzaron a ofrecer opciones semejantes para sus vehículos. A partir del modelo 1980, este motor es reemplazado por un bloque ligeramente mayor de 1.6 L, con potencia de 54 CV (40 kilovatios). En 1982 aparece una variante turbocomprimida de esta mecánica, que llega a desarrollar una potencia de 70 CV (51 kilovatios) (DIN).

### Golf GTI

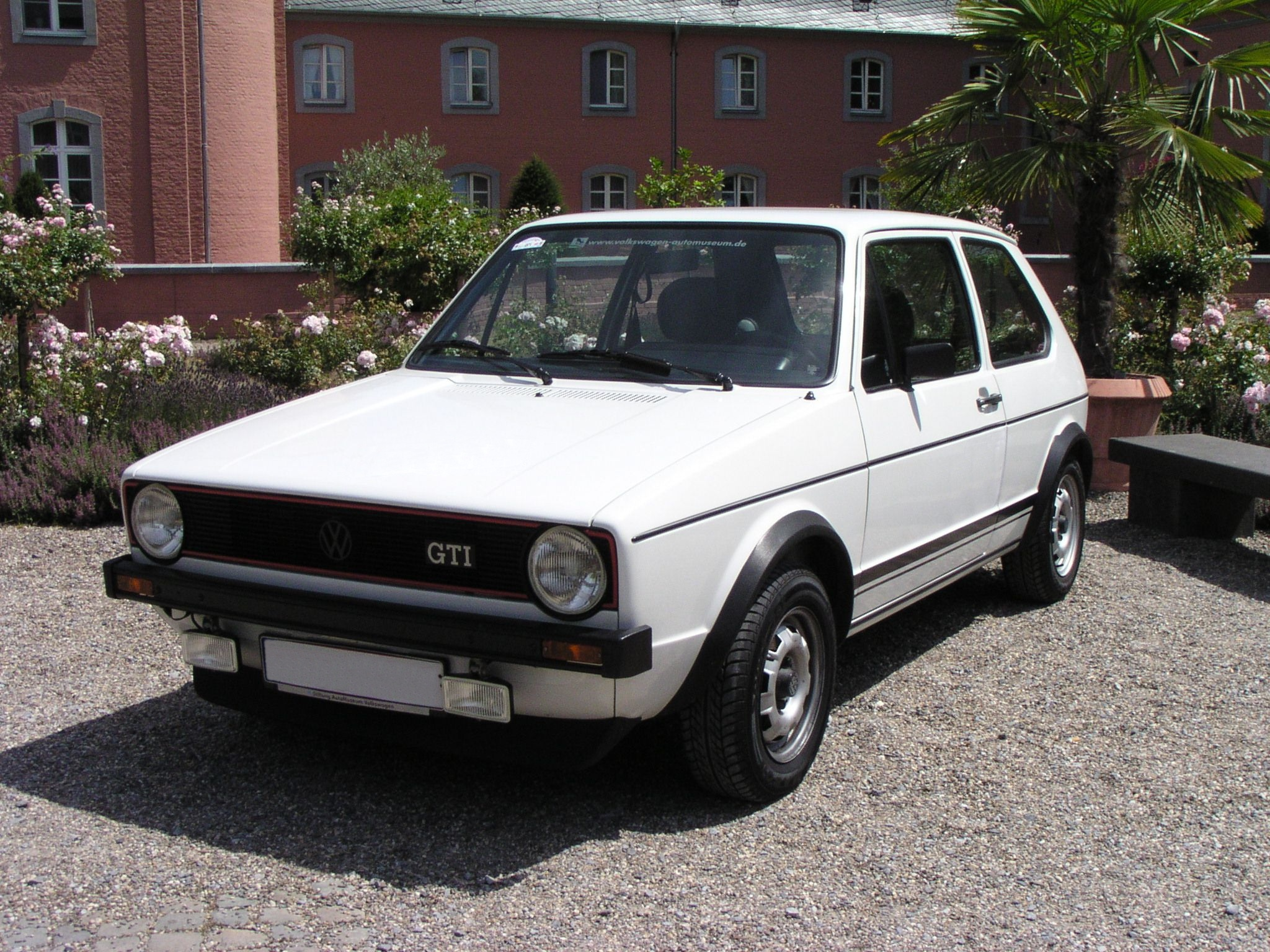
Un Volkswagen Golf GTI 1976 en estado original.

En 1976 ocurrió otro hecho muy importante en la consolidación del Golf como la referencia en su segmento: La introducción del Volkswagen Golf GTI. El Golf GTI representa la opción deportiva del Golf a un bajo costo; su motor está en esta ocasión alimentado por una inyección mecánica de combustible Bosch K-Jetronic y la transmisión manual de 4 velocidades, fue sustituida en los años 80 por una de 5 velocidades. Las siglas GTI significan Gran Turismo Injection. Al tener el Golf GTI un peso de tan solo 810 kg (1786 libras), con una potencia de 110 CV (81 kilovatios). El desempeño fue espectacular para un automóvil de su categoría con una aceleración de 0 a 100 km/h (62 millas por hora) en 9,2 segundos y una velocidad máxima de 182 km/h (113 millas por hora). Esto convirtió al Golf GTI en un éxito rotundo e instantáneo, impulsando a otras marcas a desarrollar modelos semejantes creando la categoría de los Hot Hatches, que se refieren a automóviles compactos con cierta orientación deportiva y gran potencia relativamente para su tamaño. Este primer Golf GTI es considerado hoy día como un automóvil de culto. Otros modelos que imitaron su fórmula fueron el Kadett GT/E y el Ford Escort RS.
El GTI se distingue de otras versiones del Golf por sus adhesivos laterales, sus emblemas «GTI» y la parrilla con su característico filo rojo alrededor, así como los neumáticos de tamaño 175/70 HR 13.
Al final de la última producción del GTI sobre el Golf I en mayo de 1983, se lanza al mercado la edición especial «Pirelli», estaba disponible en los colores «rojo marte», «verde metálico», «blanco alpino» y «azul helios», vidrios polarizados verde, llantas de aleación Pirelli (VW-P-slots) 6 x 14" con neumáticos Pirelli Cinturato P6 185/60 HR y guardabarros bengalas, parachoques y espejos pintados en color de la carrocería fueron incluidos. El código del equipamiento para este «Golf Pirelli» fue W65.
En América del Norte se ofreció el GTI con este equipo como estándar, con excepción de las llantas de aleación que fueron las VW Avus (Scala-Snowflakes) en vez de llantas Pirelli, aunque ambas versiones con los neumáticos Pirelli Cinturato P6.

#### Motores
Existieron 3 motorizaciones para el Golf GTI:
| Cilindrada | Distribución | Potencia                            | Par motor                                 | Caja de cambios                           | Notas adicionales |
| ---------- | ------------ | ----------------------------------- | ----------------------------------------- | ----------------------------------------- | --- |
| 1.588 cc   | 8 válvulas   | 110 CV (81 kilovatios) a 6.100 rpm  | 14 kgm (137 Nm; 101 lb-pie) a 5.000rpm    | de 4 y 5 velocidades, dependiendo del año | |
| 1.781 cc   | 8 válvulas   | 112 CV (82 kilovatios) a 5.800 rpm  | 15,5 kgm (152 Nm; 112 lb-pie) a 3.500 rpm | de 5 velocidades                          | Y un modelo especial de entre 1.200 y 2.000 ejemplares, con culata Oettinger de 16v, que fue fabricado por VW Francia bajo licencia oficial. |
| 1.588 cc   | 16 válvulas  | 136 CV (100 kilovatios) a 6.500 rpm | 16 kgm (157 Nm; 116 lb-pie) a 5.500 rpm   | de 5 velocidades                          | |

### Rediseño de 1979

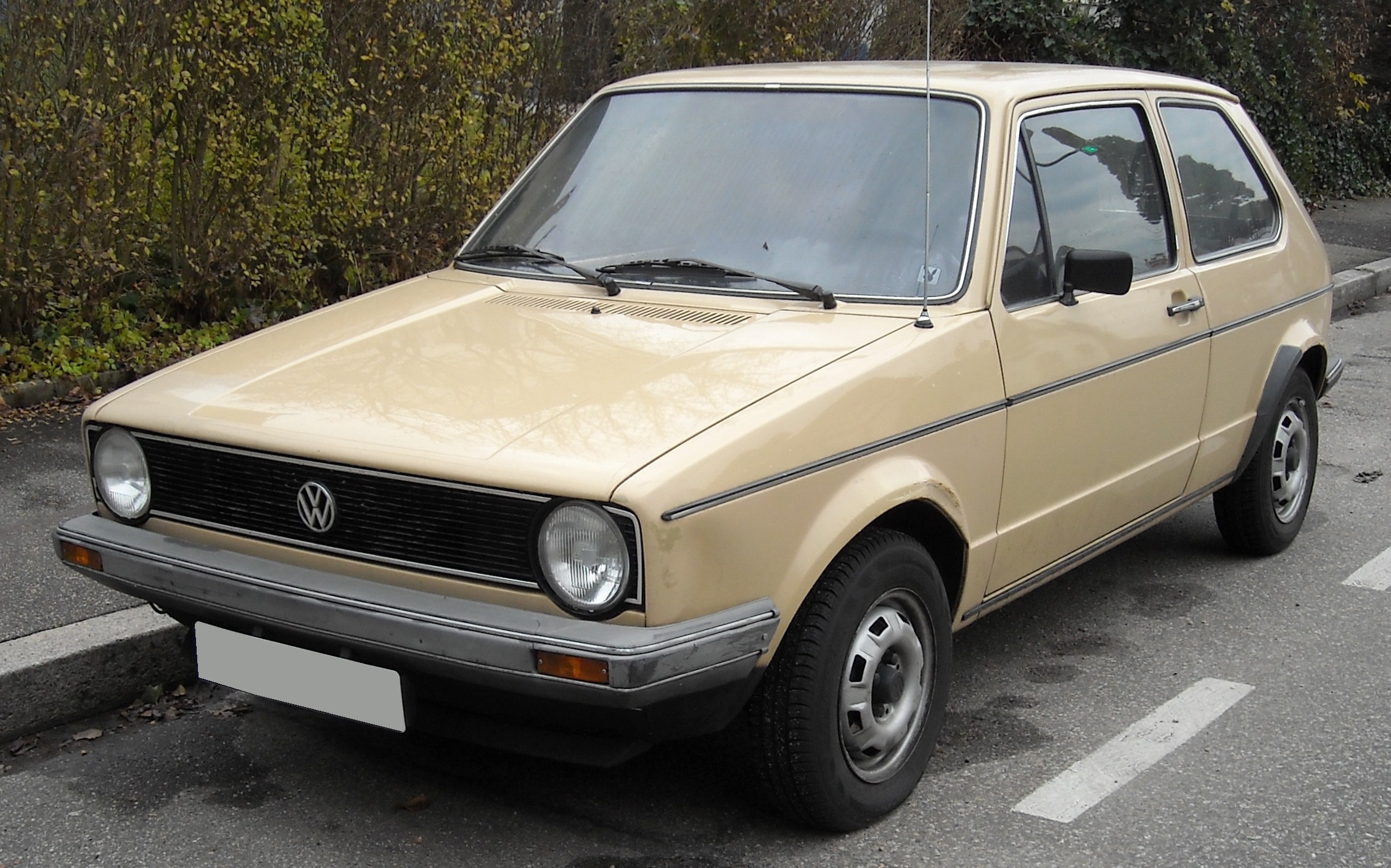
Un Volkswagen Golf 1979 posterior al primer rediseño.

El Golf tiene su primer rediseño en 1979 en el cual el cambio más visible es la sustitución de las defensas metálicas por unas recubiertas con plástico más envolventes de color antracita. Al interior se presentaron mejoras como la inclusión de un nuevo tablero con un material más acolchado que el anterior. Mecánicamente se presenta un nuevo motor 1.3 L con 60 CV (44 kilovatios). Dos presentaciones importantes se llevan a cabo este año: el Golf Cabriolet, nueva variante a la que se encomendó la misión de sustituir al Volkswagen Tipo 1 descapotable. La otra presentación corresponde a un derivado de tres volúmenes que presenta un maletero tradicional, disponible tanto en 2 como en 4 puertas que se denominó Volkswagen Jetta.

### Rediseño de 1981

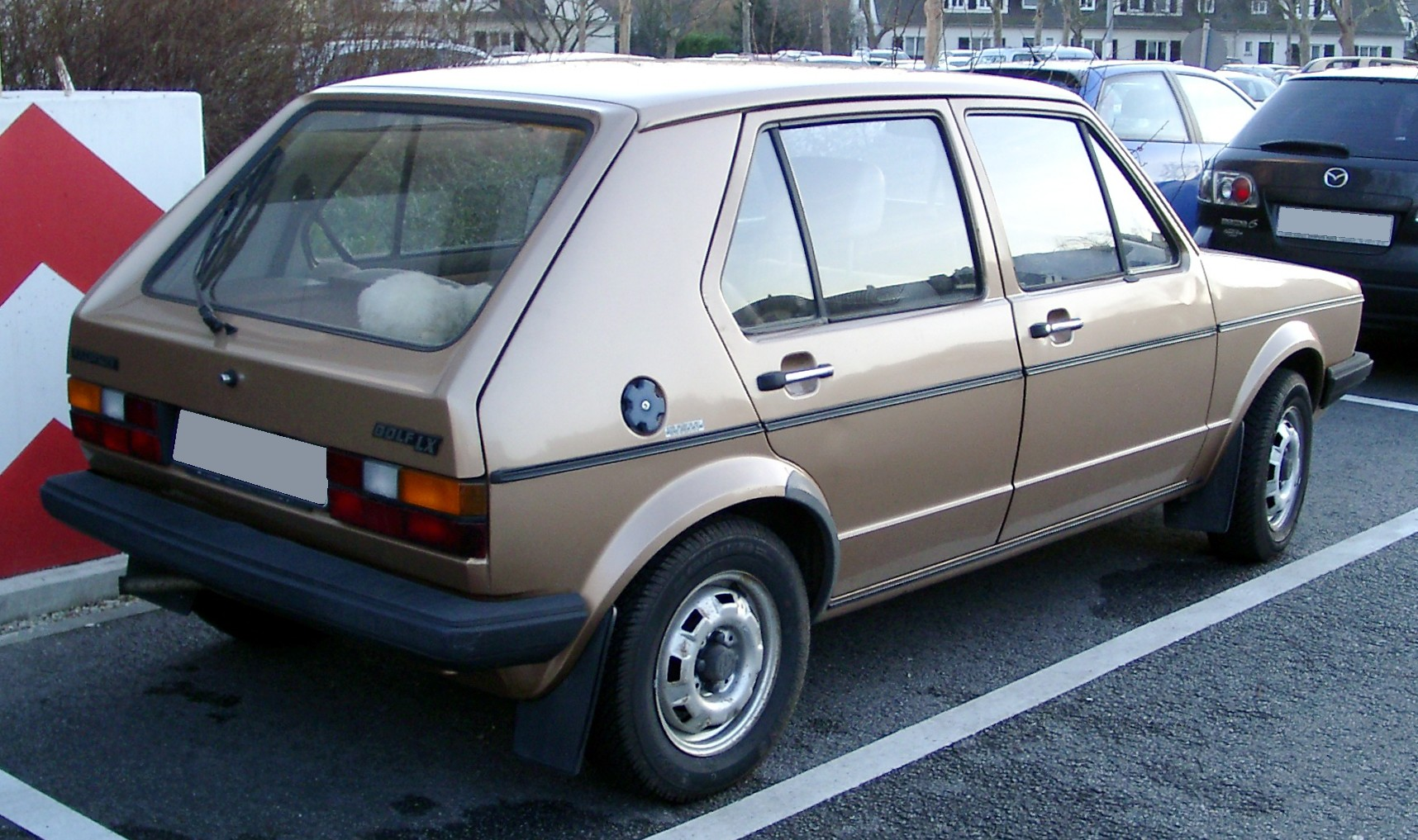
Un Volkswagen Golf LX 1983 de edición especial.

Para el modelo 1981, el Golf se presenta con un segundo rediseño, en el cual las mejoras se concentran en la parte trasera y el interior. En la parte trasera existen unas nuevas luces traseras más grandes inspiradas en las del Jetta que le dan una apariencia más moderna y lujosa. Interiormente estrena un nuevo tablero de mandos. Las versiones se reorganizan desapareciendo las anteriores en favor de los «Golf C», «Golf CL», «Golf GL» y «Golf GTI». Este último a partir de este año está también disponible en 5 puertas. Igualmente, el Golf GTI recibe un nuevo motor 1.8 L que sustituye al anterior 1.6 L El aumento de potencia de este nuevo motor respecto al anterior es solamente de 2 CV, haciendo un total de 112 CV (82 kilovatios). Sin embargo, el par motor es el principal beneficiado en este aumento de desplazamiento.
En 1982 hace su aparición el «Golf GTD», nueva versión que presenta los mismos acabados que el Golf GTI. Sin embargo, a diferencia, su motor es un 1.6 L turbodiésel 70 CV (51 kilovatios). En 1983, como fin de serie se presentan tres ediciones especiales: Los «Golf LX», «Golf GX» y el «Golf GTI Pirelli». A mediados de este mismo año termina la producción del Golf I, reemplazándose por el Golf II (nomenclatura interna tipo 19E).

## Motorizaciones
| Período:                                        | 1974-1983                                       | 1981-1983                                       | 1979-1982                                     | 1974-1975                                                   | 1978-1983                                                   | 1975-1977                                                    | 1976-1982                                       | 1982-1983                                       |
| Identificación del motor:                       | FA/GG                                           | GG                                              | GF                                            | FH/FD                                                       | JB                                                          | FP                                                           | EG                                              | DX                                              |
| Motor:                                          | Volkswagen EA111                                | Volkswagen EA111                                | Volkswagen EA111                              | Volkswagen EA827                                            | Volkswagen EA827                                            | Volkswagen EA827                                             | Volkswagen EA827                                | Volkswagen EA827                                |
| Diámetro x carrera:                             | 69,5 mm (2,74 pulgadas) x 72 mm (2,83 pulgadas) | 69,5 mm (2,74 pulgadas) x 72 mm (2,83 pulgadas) | 75 mm (2,95 pulgadas) x 72 mm (2,83 pulgadas) | 76,5 mm (3,01 pulgadas) x 80 mm (3,15 pulgadas)             | 79,5 mm (3,13 pulgadas) x 73,4 mm (2,89 pulgadas)           | 79,5 mm (3,13 pulgadas) x 80 mm (3,15 pulgadas)              | 79,5 mm (3,13 pulgadas) x 80 mm (3,15 pulgadas) | 81 mm (3,19 pulgadas) x 86,4 mm (3,40 pulgadas) |
| Cilindrada:                                     | 1093 cm³                                        | 1093 cm³                                        | 1272 cm³                                      | 1471 cm³                                                    | 1457 cm³                                                    | 1588 cm³                                                     | 1588 cm³                                        | 1781 cm³                                        |
| Potencia máxima:                                | 50 CV (37 kilovatios) a 6000                    | 50 CV (37 kilovatios) a 6000                    | 60 CV (44 kilovatios) a 5600                  | 70 CV (51 kilovatios) a 5800                                | 70 CV (51 kilovatios) a 5600                                | 75 CV (55 kilovatios) a 5600                                 | 110 CV (81 kilovatios) a 6100                   | 112 CV (82 kilovatios) a 5800                   |
| Par máximo:                                     | 77 Nm @ 3000                                    | 80 Nm @ 3300                                    | 93 Nm @ 3500                                  | 112 Nm @ 3000                                               | 108 Nm @ 2500                                               | 117 Nm @ 3200                                                | 137 Nm @ 5000                                   | 150 Nm @ 3500                                   |
| Suministro de combustible:                      | Carburación                                     | Carburación                                     | Carburación                                   | Carburación                                                 | Carburación                                                 | Carburación                                                  | Inyección multipunto                            | Inyección multipunto                            |
| Caja de cambios:                                | Manual, 4 velocidades                           | Manual, 4 velocidades                           | Manual, 4 velocidades                         | Manual, 4 velocidades / Automática, 3 velocidades           | Manual, 4 velocidades / Automática, 3 velocidades           | Manual, 4 velocidades / Automática, 3 velocidades            | Manual, 4 velocidades / Manual, 5 velocidades   | Manual, 4 velocidades / Manual, 5 velocidades   |
| Aceleración de 0-100 km/h (62 millas por hora): | 17 s                                            | 18 s                                            | 15.5 s                                        | 13-15 s                                                     | 13-15 s                                                     | 12-14 s                                                      | 10 s                                            | 9 s                                             |
| Velocidad máxima:                               | 145 km/h (90 millas por hora)                   | 145 km/h (90 millas por hora)                   | 150 km/h (93 millas por hora)                 | 157 km/h (98 millas por hora)-160 km/h (99 millas por hora) | 155 km/h (96 millas por hora)-158 km/h (98 millas por hora) | 158 km/h (98 millas por hora)-162 km/h (101 millas por hora) | 183 km/h (114 millas por hora)                  | 187 km/h (116 millas por hora)                  |
| Consumo combinado (L/100 km):                   | 9.0                                             | 8.0                                             | 9.5                                           | 10.5-11.0                                                   | 10.0-10.5                                                   | 9.5-10.0                                                     | 10.5                                            | 10.0                                            |

| Período:                                     | 1976-1980                                       | 1980-1983                                                   | 1982-1983                                               |
| Identificación del motor:                    | CK                                              | CR/JK                                                       | CY                                                      |
| Motor:                                       | Volkswagen EA827                                | Volkswagen EA827                                            | Volkswagen EA827                                        |
| Diámetro x carrera:                          | 76,5 mm (3,01 pulgadas) x 80 mm (3,15 pulgadas) | 76,5 mm (3,01 pulgadas) x 86,4 mm (3,40 pulgadas)           | 76,5 mm (3,01 pulgadas) x 86,4 mm (3,40 pulgadas)       |
| Cilindrada:                                  | 1471 cm³                                        | 1588 cm³                                                    | 1588 cm³                                                |
| Potencia máxima:                             | 50 CV (37 kilovatios) a 5000                    | 54 CV (40 kilovatios) a 4800                                | 70 CV (51 kilovatios) a 4500                            |
| Par máximo:                                  | 80 Nm @ 3000                                    | 98 Nm @ 2300                                                | 130 Nm @ 2600                                           |
| Suministro de combustible:                   | Bomba rotativa mecánica                         | Bomba rotativa mecánica                                     | Inyección indirecta por bomba rotativa y turbocompresor |
| Caja de cambios:                             | Manual, 4 velocidades                           | Manual, 4 velocidades / Automática, 3 velocidades           | Manual, 5 velocidades                                   |
| Aceleración 0–100 km/h (62 millas por hora): | 19 s                                            | 17.5-21.5 s                                                 | 14 s                                                    |
| Velocidad máxima:                            | 141 km/h (88 millas por hora)                   | 138 km/h (86 millas por hora)-142 km/h (88 millas por hora) | 160 km/h (99 millas por hora)                           |
| Consumo combinado (L/100 km):                | 6.5                                             | 6.5                                                         | 7.5                                                     |

## Volkswagen Golf Cabriolet

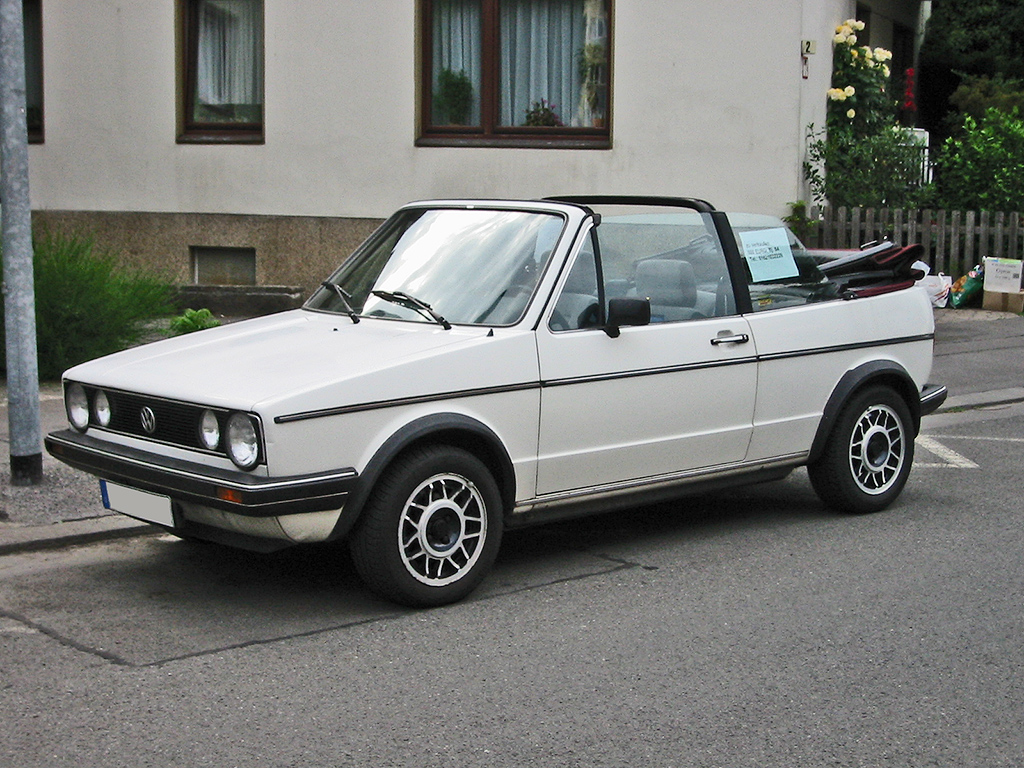
Volkswagen Golf I Cabriolet. En la imagen un modelo para el mercado europeo. Ca. 1985.

La variante descapotable, llamada Golf Cabriolet (nomenclatura interna Typ 155), fue comercializada entre los años de 1980 a 1993 (sobrevivió a las versiones hatchback por 9 años en virtud que no hubo una versión descapotable del Golf II, presumiblemente por razones de costos), hasta su reemplazo por el Golf III Cabriolet. Al igual que su antecesor, el Volkswagen Tipo 1 descapotable, su concepto, diseño, producción estuvo a cargo de la carrocera Karmann. Su carrocería estaba reforzada, mediante refuerzos internos en su estructura y una barra anti-vuelco que reducía el nivel de peligro para los ocupantes en caso de vuelco. Tenía un nivel de acabados más alto que sus contrapartes hatchback, y durante todo su ciclo de producción, siempre conservó las luces traseras de los Golf hatchback originales (aquellos producidos entre 1974 y 1980). La producción de este descapotable con construcción monocasco siempre se llevó a cabo dentro de las instalaciones de Karmann, en Osnabrück, Alemania, desde el estampado hasta el ensamble final. Volkswagen proveía con las partes mecánicas y el interior a Karmann para su instalación. Las capotas de este modelo, eran de vinilo o de tela, con un muy buen nivel de aislamiento y tenían (dependiendo de la versión), operación manual o automática, y presentaban una luna trasera de vidrio con desempañado eléctrico.
Asimismo entre 1990 y 1993 la factoría italiana ACM se produjeron varias docenas de unidades de la carrocería del Golf Cabrio I a la que se adaptó la mecánica del Golf Country con la denominación comercial de "Biagini Passo", y las mismas características técnicas del Golf Country II Gasolina con motor 1.8, siendo estas las últimas unidades del Golf I Cabrio producidas.

## Volkswagen Caddy I

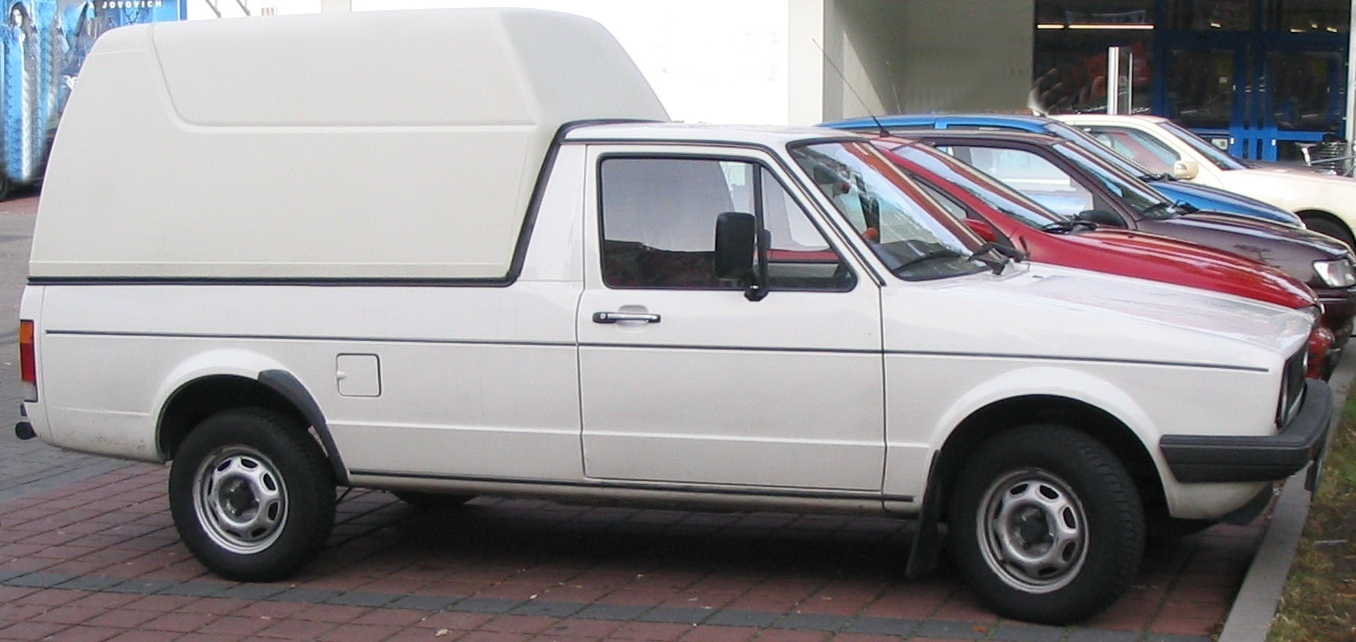
Volkswagen Caddy primera generación. Diseñado y producido en los Estados Unidos, y adaptado al mercado europeo.

La primera generación del Volkswagen Caddy (nomenclatura interna Typ 14) fue inicialmente concebida para el mercado estadounidense y así dar competencia a modelos tan exitosos en esa época como el Subaru Brat y el Ford Courier (que entonces era una Pick Up Mazda comercializada por Ford. Al inaugurarse la planta de Pennsylvania se concibió este modelo que recibió el nombre de «Volkswagen Rabbit Pick Up». Inicialmente estuvo disponible en dos niveles de equipamiento: «Rabbit Pick Up LX» y «Rabbit Pick Up Sportruck». Su producción para el mercado estadounidense fue entre 1979 y 1982. El nombre Caddy nunca fue utilizado para este mercado, en virtud de que en los Estados Unidos se refiere a los modelos de Cadillac.
A partir de 1982 y hasta 1992, su producción se emplaza hacia la planta de Volkswagen-TAS localizada en Sarajevo, Bosnia y Herzegovina, debutando con el nombre de Caddy en los mercados europeos. Igualmente, su producción comienza en Sudáfrica donde se seguía produciendo hasta hace poco (2008). Aunque inicialmente se conoce como Caddy, en años posteriores cambia su nombre al de Volkswagen Pick Up para no caer en conflicto con generaciones más recientes del Caddy que conservan ese nombre.

## Volkswagen Rabbit (Estados Unidos-Canadá 1975-1984)

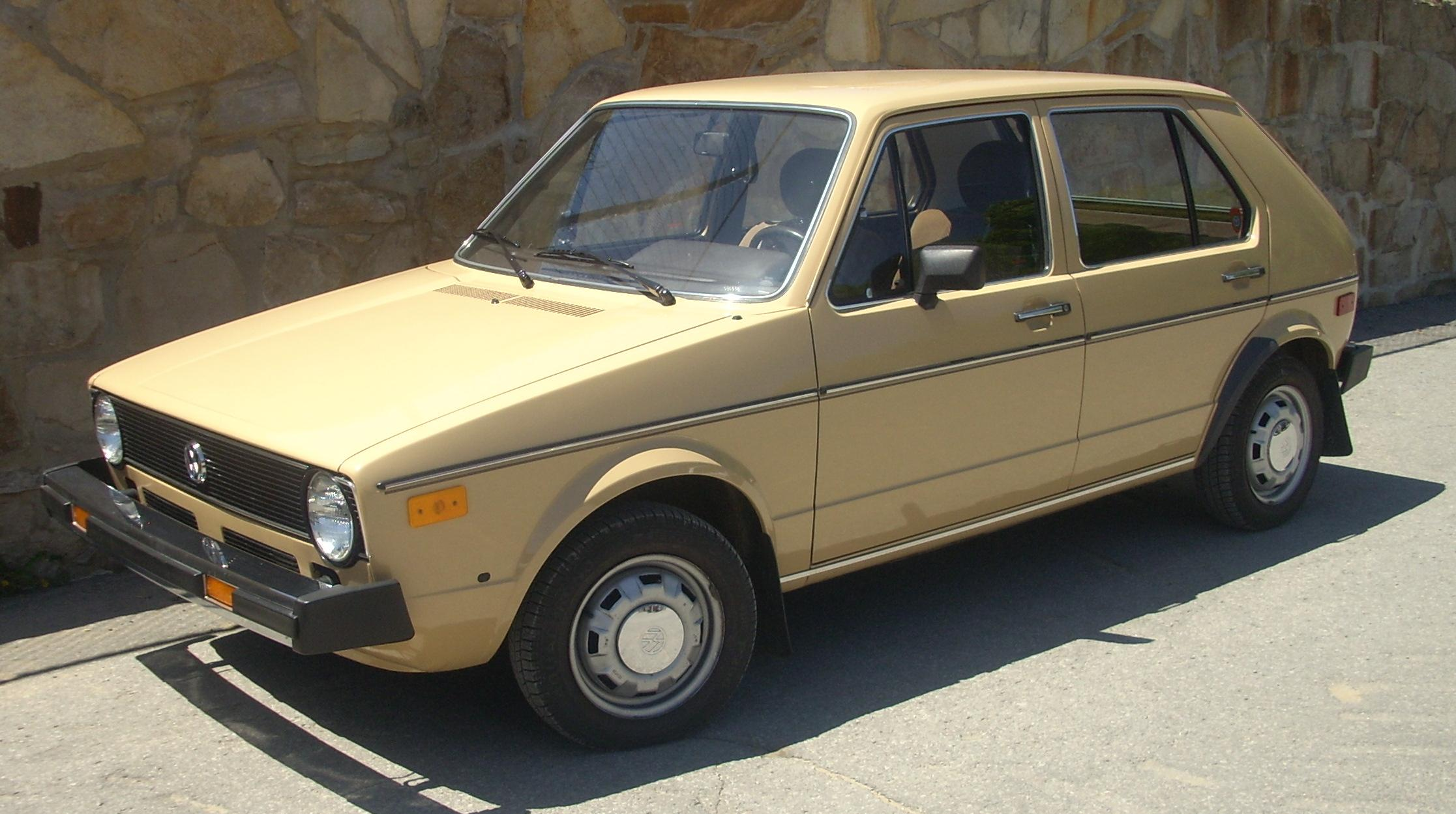
Volkswagen Rabbit en su primera época. Importado desde Alemania. ca. 1977.

La comercialización del Golf I en los Estados Unidos comenzó a fines de 1974 como modelo 1975. Para este mercado y el canadiense decidieron nombrarlo Volkswagen Rabbit. En su inicio, el Rabbit estuvo disponible en dos niveles de equipamiento: «Rabbit L» y «Rabbit C». Estos Rabbit eran directamente importados de Alemania. Su motor era un 1.5 L con inyección electrónica y 70 CV que cumplía cabalmente con las normas anticontaminantes del mercado norteamericano. Al año siguiente el motor fue cambiado por un 1.6 L que producía 71 CV (52 kilovatios), 76 CV (56 kilovatios) o 78 CV (57 kilovatios) según el año del vehículo. En 1978 aparece la versión diésel, inicialmente con un motor 1.5 L y 48 CV (35 kilovatios), siendo posteriormente sustituido por un 1.6 L 52 CV (38 kilovatios). Esta motorización a diésel, al igual que en los mercados europeos, sorprendió muy gratamente a la prensa especializada debido a las destacadas cifras de consumo de combustible, no obstante siempre fueron blanco de críticas el alto nivel sonoro y la falta de potencia. En 1977 aparece el «Rabbit Champagne Limited Edition», creado para conmemorar el primer millón de unidades producidas del Golf, se distingue por sus colores verde metálico claro u oro claro metálico, especiales para esta versión.
Existen 2 teorías sobre el nombre de Rabbit para esta generación del VW Golf:
- La primera menciona que puede ser por simple sentido común en un mercado donde el ya antes VW Beetle ya se le conoció con este nombre por su peculiar forma de escarabajo y Rabbit fue escogido simplemente al ser una experiencia distinta a los automóviles Americanos que en ese entonces todavía eran mayoría y el ver simplemente un Hatchback pequeño y ágil similar a un Conejo o Liebre les supuso una experiencia peculiar y distintiva misma que muchos aún distinguen y la plasman en una cultura incluso de Tunning.

- La segunda es que el vehículo en el mercado estadounidense previo a su lanzamiento se tenía ya grandes expectativas de ventas, para el lanzamiento oficial en Norteamérica que fue en 1975 coincidió con el hecho de que en el Horóscopo chino era el año del Conejo, mismo que sería el guía para ese año, así que para reforzar esa buena fortuna en todos ámbitos (venta, posventa y demás) se decidió ponerle Rabbit para augurarle un éxito sin precedentes.

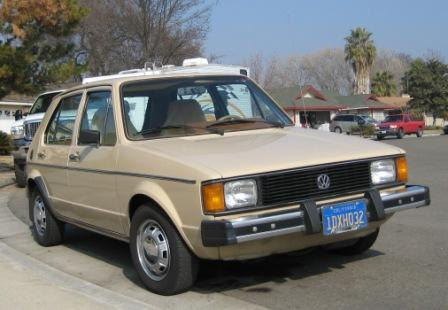
Volkswagen Rabbit 1982. Con motor 1.7 L Hecho en la planta de Volkswagen en Estados Unidos.

Ante el gran éxito de ventas de este modelo, Volkswagen decidió producir el Rabbit (adaptado al «gusto norteamericano») en una nueva planta localizada en New Stanton (Pensilvania), Estados Unidos a la que se denominó «Westmoreland» por estar localizada en el condado del mismo nombre. Con este hecho, Volkswagen se convierte en el primer constructor europeo desde los años 20 en producir automóviles en los Estados Unidos. Se escogió a un exejecutivo de General Motors, James McLernon para dirigir esta nueva planta, concebida para reducir los costos de producción del Rabbit al producirse este localmente. 

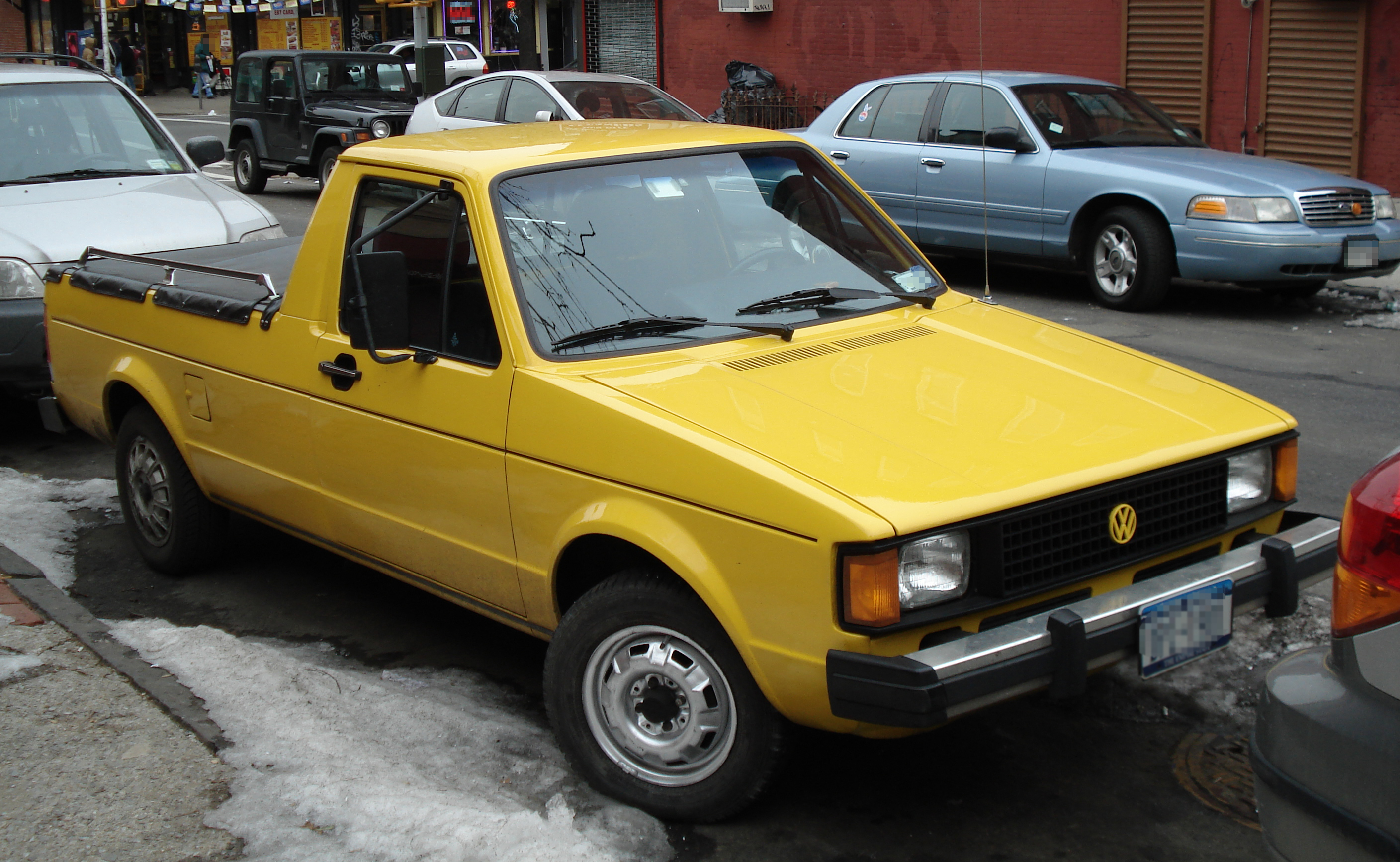
Volkswagen Rabbit Pick Up. Un vehículo concebido y producido en y para los Estados Unidos que posteriormente incursionaría al mercado europeo y sudafricano como la primera Volkswagen Caddy.

Desafortunadamente, Mc Lernon trató de «americanizar» al Rabbit instalándole una suspensión más suave, rediseñó el vehículo para adaptar faros rectangulares, y posteriormente las luces delanteras a lado de estos, y alargar las luces traseras (lo que le daba al auto una apariencia más angosta y alta de lo que en realidad era) y utilizando materiales más baratos al interior del auto (el ejecutivo de Volkswagen, Werner Schmidt, se refirió a estos hechos como «Maliburizar al Rabbit» -haciendo referencia a cierta semejanza estética con el Chevrolet Malibu). En este periodo, se diseñó en esta planta la primera Volkswagen Caddy que fue llamada Rabbit Pick Up en el mercado norteamericano. Igualmente se comenzaron a importar el Golf Cabriolet manufacturado por Karmann y el primer Jetta. En 1981 el motor 1.6 L a gasolina es sustituido por un nuevo de 1.7 L con 65 CV (48 kilovatios) o 74 CV (54 kilovatios). Casi de inmediato las ventas se resintieron, ya que los puristas de Volkswagen y los ejecutivos alemanes se sintieron defraudados por ello. Para 1983, el Rabbit volvió a utilizar amortiguadores más firmes en la suspensión y materiales de mejor calidad al interior. Igualmente apareció una edición limitada, llamada "Rabbit Wolfsburg Edition" y dos nuevas versiones regulares: el «Rabbit LS» y el «Rabbit GTI», este último, con un motor 1.8 L 90 CV (66 kilovatios) asociado a una caja de cambios manual de 5 velocidades de relaciones más cerradas que en las otras versiones del Rabbit. La pérdida de potencia desde los 112 CV (82 kilovatios) del Golf GTI europeo es debida a la presencia del catalizador obligatorio en los Estados Unidos.
En 1984 aparece la versión «Rabbit GL» caracterizada por sus lujosos acabados, en comparación con las versiones previas. La producción del Rabbit termina a fines de 1984, y finalmente es reemplazado por el Golf II en marzo de 1985.

## Volkswagen Caribe (México 1977-1987)

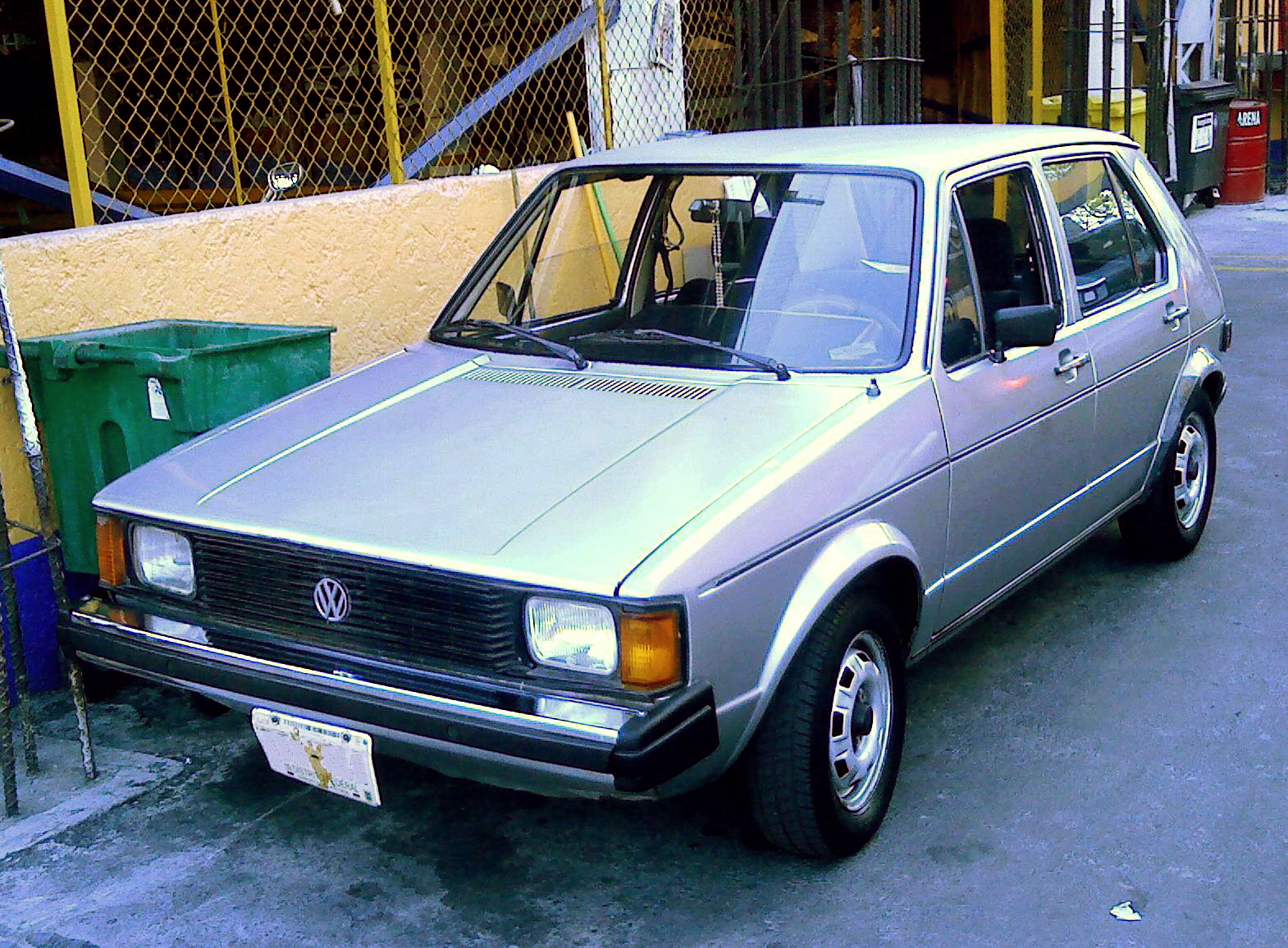
Volkswagen Caribe L 1982.

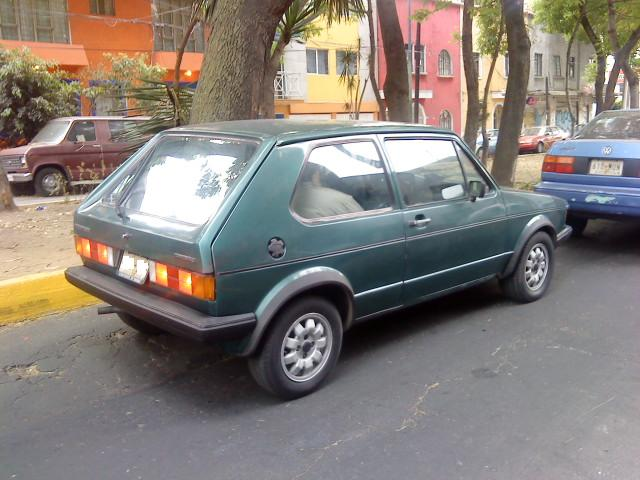
Volkswagen Caribe GT 1986

La primera generación del Golf fue introducida en México en mayo de 1977 con el nombre de Volkswagen Caribe. En un inicio se comercializó únicamente como hatchback 5 puertas con motor 1.6 L y 66 HP (49 kilovatios) (SAE) y un solo nivel de equipamiento. Como modelo 1978, su gama se expandió con la inclusión de la carrocería de 3 puertas y dos niveles de equipamiento «Caribe» y «Caribe L»; este segundo traía radio AM, cinturones de seguridad automáticos y defensas cromadas. En 1979 apareció el «Caribe GL» que se distinguía del resto por tener limpiador trasero, reloj en el tablero, cabeceras delanteras, se introduce asimismo una transmisión automática de 3 velocidades opcional para los L y GL, así como las variantes Diésel con el motor 1.6 L 54 CV (40 kilovatios) de los Caribe y Caribe L (únicamente en 5 puertas). En 1980 el Caribe recibió nuevos faros rectangulares (como se vieron en el Rabbit producido en New Stanton, Pensilvania, EE. UU.). Los niveles de equipamiento se conservaron sin mayores cambios hasta 1982. En 1981 el Caribe presentó nuevos frente y trasero que tenían nueva parrilla, faros, y defensas ligeramente distintas del Rabbit estadounidense de 1981, así como su tablero. Las cabeceras delanteras ajustables se incorporan en todas las versiones dada la obligatoriedad de equiparlas. En 1982, el motor 1.7 L de 69 HP (51 kilovatios) reemplazó al 1.6. En 1983 hay una reorganización de versiones, los Caribe Normal y Caribe L dan lugar al «Caribe C», y el «Caribe GL» pierde equipo debido a la crisis económica que azotó al país en ese entonces. En 1984 el muy poco vendido Caribe C diésel fue descontinuado.

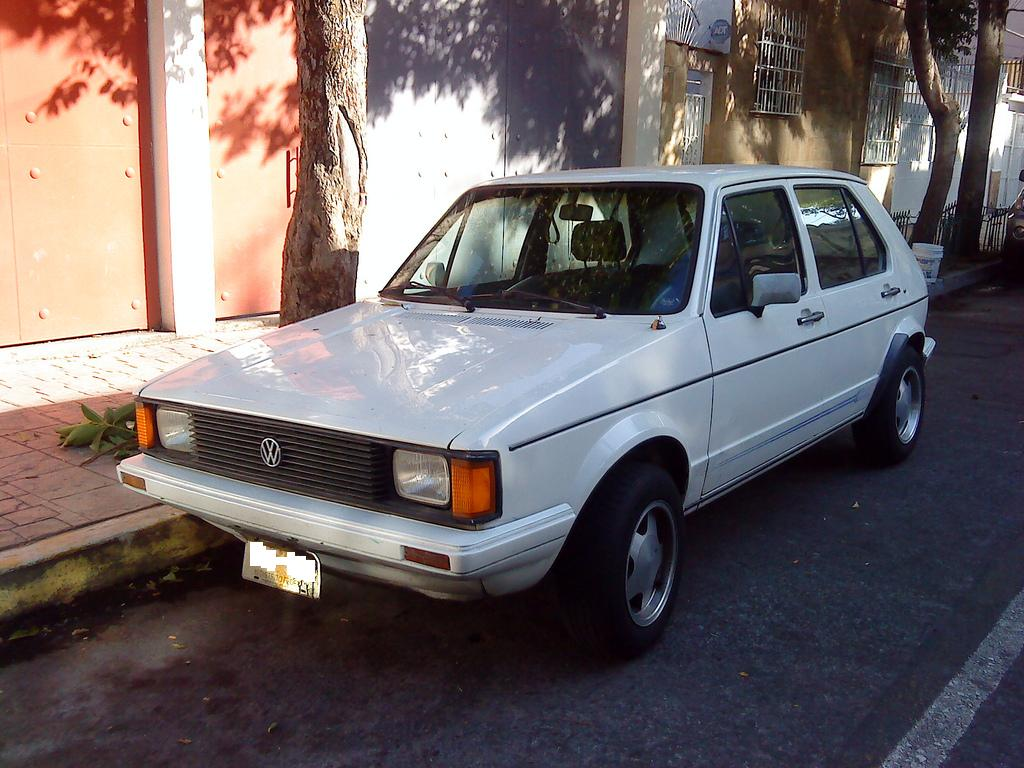
Volkswagen Caribe Plus 1987. Edición limitada de fin de serie.

En marzo de 1984 se presenta el Caribe GT, equivalente al Golf GTI europeo, con el nuevo motor 1.8 L 85 HP (63 kilovatios) con carburador de doble garganta, transmisión manual de 4 velocidades, defensas del Golf europeo, un spoiler delantero más grande, asientos deportivos delanteros Recaro, tacómetro, consola central con medidores, neumáticos 175/70 R 13 (todos los otros Caribe tenían 155 SR 13), y rines de aluminio de 13 pulgadas opcionales. En 1986 el motor 1.8 L y 69 HP (51 kilovatios), sustituye al motor anterior de 1.7 L. Ese año aparece la edición limitada «Caribe City», basado en el Caribe C, disponible únicamente en los colores Azul Turquesa y Gris Perla, su vestidura de tela especial para este modelo es de color gris perla. Para 1987 aparecen 2 ediciones limitadas de este modelo: La primera de ellas es el Caribe Plus, basado en el Caribe GL de 1986 más espejos exteriores con control interno, defensas europeas al color del auto, así como tapas de las puertas en color blanco, equipo de sonido y tapones centrales cromados como equipo de serie. El único color disponible de esta versión es el Blanco Alpino. La segunda es el Caribe Pro, basado en el Caribe GT, con las defensas pintadas al color del auto (Rojo Tornado o Negro), asientos deportivos Volkswagen tapizados en tela negra con acentos rojos, rines de aluminio 13" como equipo de serie y faros antiniebla insertados en la parrilla. Estas versiones de edición limitada, aunque no tenían el emblema «Caribe», Volkswagen de México los comercializó como Caribe City, Caribe Plus y Caribe Pro, de acuerdo a la publicidad mexicana de la marca. De esta última, únicamente salieron 1000 unidades a la venta, 500 en rojo tornado y 500 en negro onix. En marzo de 1987, el Caribe fue sustituido por el Golf de segunda generación.

## Volkswagen Citi Golf (Sudáfrica 1984-2010)

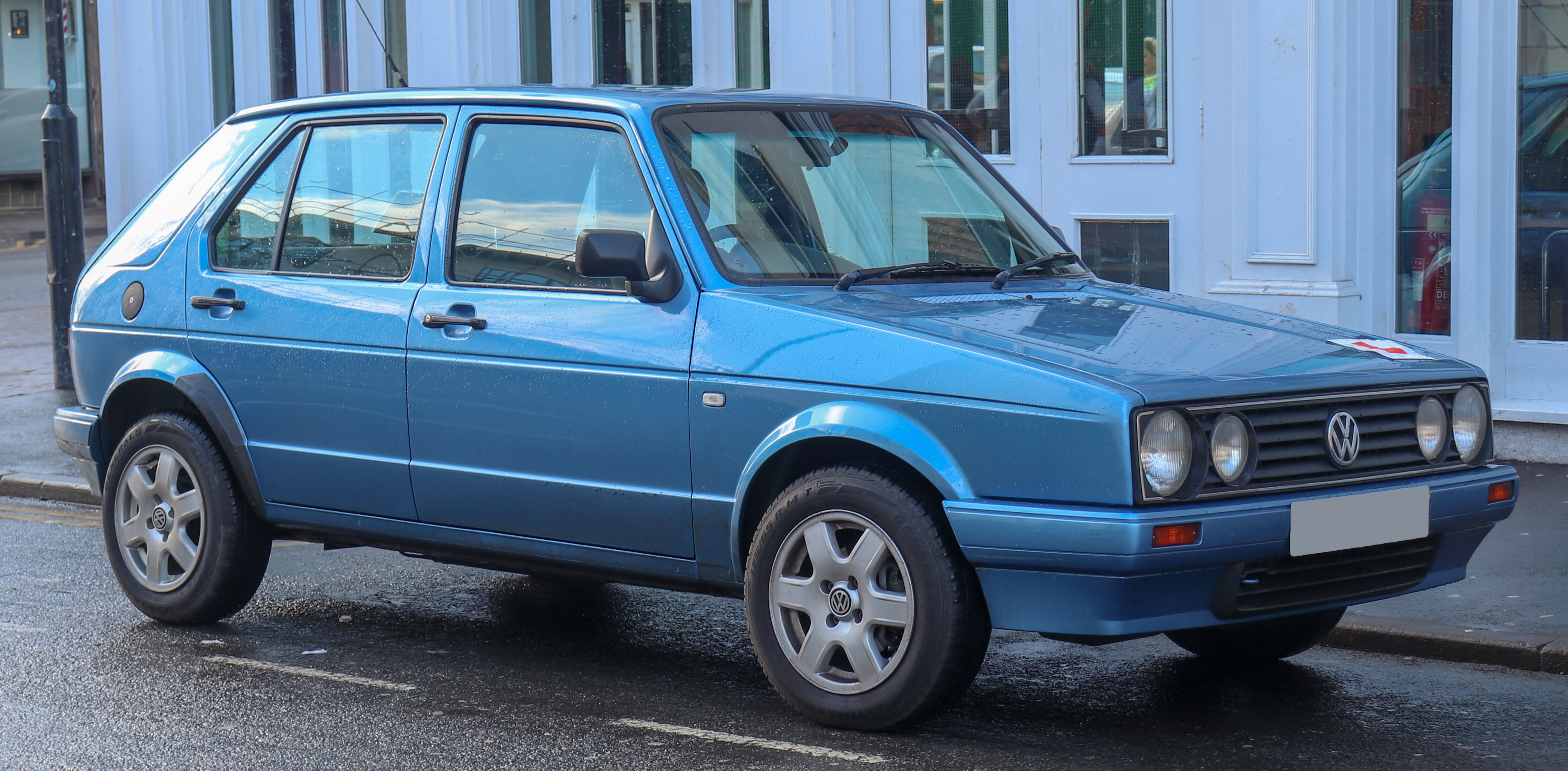
Volkswagen Citi Golf 2006.

Si bien la producción del Golf I en Sudáfrica comienza durante 1978 y en 1984 aparece el Golf II, Volkswagen Sudáfrica se dio cuenta de la necesidad de contar con un modelo de precio bajo para las condiciones locales, por lo que decide continuar con la producción del Golf I, llamándolo a partir de ahora Volkswagen Citi Golf. Los primeros modelos tenían las defensas en color blanco, así como gráficos Citi tanto en la parte posterior como en los bajos de la carrocería. A lo largo de los años han aparecido varios rediseños, entre los que resaltan la inclusión de facias integrales similares a las del Golf Cabriolet producido a partir de 1987, o un frontal similar al del Golf II, que le dan un aire de actualización al Citi Golf.
En 2004, el Citi Golf recibió un novedoso tablero con componentes ya conocidos del Škoda Fabia. Mientras que en 2006, recibe un nuevo rediseño que afecta a la defensa delantera (con una entrada de aire adicional en la parte baja, y unas nuevas luces traseras exclusivas de este modelo.
En ocasión del Auto África Expo de octubre de 2006 en Johannesburgo se presentó el Citi Golf 1.8iR, con una estética más deportiva, con un kit de deflectores en la carrocería, asientos con vestidura parcial en piel y acabados de aluminio en el tablero. El motor era un 1.8 L 122 CV (90 kilovatios), del cual declara Volkswagen SA que la aceleración es de 8,5 segundos de 0-100 km/h (62 millas por hora), haciéndolo el Golf I más rápido de la historia.
Durante sus últimos años, el Citi Golf continuó en producción en una amplia variedad de versiones: «TenaCiti 1.4i», «CitiStorm 1.4i», «CitiSport 1.4i», «CitiWolf 1.4i», «CitiRox 1.4i», «CitiSport 1.6i» y «CitiRox 1.6i». En la actualidad, el Citi Golf fue reemplazado por el relanzado Volkswagen Polo Vivo producido localmente.